# Willy Spuhler
Pour l’article homonyme, voir Willy Spühler.
Willy Spuhler, né le 9 octobre 1941 à Wislikofen (Aargau), est un coureur cycliste suisse.
Il participe au Tour de France 1967 avec le dossard n°79 et au Tour de France 1968 où il termine 3e lors de la 17e étape.
Il se classe 21e lors des championnats du monde en 1969 et 28e lors du Tour de Suisse 1969.

## Palmarès
- 1965
  - 3e du championnat de Suisse sur route
- 1966
  - 3e du Tour du Tessin
- 1967
  - 3e du championnat de Suisse sur route
- 1968
  - 3e du Tour du Nord-Ouest de la Suisse
- 1969
  - 3e du championnat de Suisse de demi-fond

## Résultats sur les grands tours

### Tour de France
2 participations
- 1967 : 79e
- 1968 : 39e

### Tour d'Italie
1 participation
- 1969 : 48e